# إرم ذات العماد
إرَم ذات العماد مُختلف فيها أهي مدينة؟ أم قبيلة؟، للآية القرآنية ﴿إِرَمَ ذَاتِ الْعِمَادِ ۝٧﴾ [الفجر:7] فسر بعضهم هذه الآية بأن المقصود هو قبيلة أرم هم الذين لم يخلق مثلهم كبشر في الضخامة والقوة، بينما فسرها بعضهم بأن المقصود مدينة تسمى أرم هي التي لم يخلق مثلها، ذكرت في سورة الفجر في القرآن 
بداية القصة : نجى الله تعالى نبيه نوحاً ومن آمن معه في السفينة، وأغرق كل ما سواها على الأرض استمرّت عبادة الله وحده فترة طويلة من الزمن، حتى تعاقبت الأجيال وفسدت الأحوال وظهر الشرك مؤخّراً، فأرسل الله تعالى نبيه هوداً -عليه السلام- إلى قوم عاد، بعد أن مالوا عن الحق وأشركوا بالله في العبادة واتّبعوا الهوى وتجبروا في الأرض، أرسل الله لهم نبياً منهم ذو خلق رفيع ونسب كريم يدعوهم إلى التوحيد وحسن الأخلاق، لكنّ القوم كفروا به وكذّبوه واتّهموه بالسفاهة والكذب، حتى لحق بهم عذاب الله تعالى

## قوم عاد
- من هم قوم عاد:

هم من ولد عاد بن إرم بن عوص بن سام بن نوح ، وقد كانوا أشد الناس في زمانهم بطشًا، وأقواهم خلقة؛ ولهذا ذكرهم هود بتلك النعمة، وأرشدهم إلى أن يستعملوها في طاعة ربهم الذي خلقهم فقال: ﴿أَوَعَجِبْتُمْ أَنْ جَاءَكُمْ ذِكْرٌ مِنْ رَبِّكُمْ عَلَى رَجُلٍ مِنْكُمْ لِيُنْذِرَكُمْ وَاذْكُرُوا إِذْ جَعَلَكُمْ خُلَفَاءَ مِنْ بَعْدِ قَوْمِ نُوحٍ وَزَادَكُمْ فِي الْخَلْقِ بَسْطَةً فَاذْكُرُوا آلَاءَ اللَّهِ لَعَلَّكُمْ تُفْلِحُونَ ۝٦٩﴾ [الأعراف:69]
- مساكنهم:

كانت مساكن قوم عاد بأحقاف أو مجاورين لأحقاف (والأحقاف هي الرمال الطويلة المعوجّة)، أبقى الله على مساكنهم وصروحهم بعد أن حل بهم العذاب لتكون أية وتذكرة لمن بعدهم من الناظرين قال تعالى ﴿أَتَبْنُونَ بِكُلِّ رِيعٍ آيَةً تَعْبَثُونَ ۝١٢٨﴾ [الشعراء:128] ﴿وَعَادًا وَثَمُودَ وَقَدْ تَبَيَّنَ لَكُمْ مِنْ مَسَاكِنِهِمْ وَزَيَّنَ لَهُمُ الشَّيْطَانُ أَعْمَالَهُمْ فَصَدَّهُمْ عَنِ السَّبِيلِ وَكَانُوا مُسْتَبْصِرِينَ ۝٣٨﴾ [العنكبوت:38] ﴿وَسَكَنْتُمْ فِي مَسَاكِنِ الَّذِينَ ظَلَمُوا أَنْفُسَهُمْ وَتَبَيَّنَ لَكُمْ كَيْفَ فَعَلْنَا بِهِمْ وَضَرَبْنَا لَكُمُ الْأَمْثَالَ ۝٤٥﴾ [إبراهيم:45]
لقد كان قوم عاد ضخام الأجسام طوال القامات أقوياء الأجساد قال تعالى
﴿فَأَمَّا عَادٌ فَاسْتَكْبَرُوا فِي الْأَرْضِ بِغَيْرِ الْحَقِّ وَقَالُوا مَنْ أَشَدُّ مِنَّا قُوَّةً أَوَلَمْ يَرَوْا أَنَّ اللَّهَ الَّذِي خَلَقَهُمْ هُوَ أَشَدُّ مِنْهُمْ قُوَّةً وَكَانُوا بِآيَاتِنَا يَجْحَدُونَ ۝١٥﴾ [فصلت:15] ﴿أَوَعَجِبْتُمْ أَنْ جَاءَكُمْ ذِكْرٌ مِنْ رَبِّكُمْ عَلَى رَجُلٍ مِنْكُمْ لِيُنْذِرَكُمْ وَاذْكُرُوا إِذْ جَعَلَكُمْ خُلَفَاءَ مِنْ بَعْدِ قَوْمِ نُوحٍ وَزَادَكُمْ فِي الْخَلْقِ بَسْطَةً فَاذْكُرُوا آلَاءَ اللَّهِ لَعَلَّكُمْ تُفْلِحُونَ ۝٦٩﴾ [الأعراف:69] ﴿وَيَا قَوْمِ اسْتَغْفِرُوا رَبَّكُمْ ثُمَّ تُوبُوا إِلَيْهِ يُرْسِلِ السَّمَاءَ عَلَيْكُمْ مِدْرَارًا وَيَزِدْكُمْ قُوَّةً إِلَى قُوَّتِكُمْ وَلَا تَتَوَلَّوْا مُجْرِمِينَ ۝٥٢﴾ [هود:52]، شبهه الله عز وجل أطوالهم بالنخل قال تعالى ﴿تَنْزِعُ النَّاسَ كَأَنَّهُمْ أَعْجَازُ نَخْلٍ مُنْقَعِرٍ ۝٢٠﴾ [القمر:20]﴿سَخَّرَهَا عَلَيْهِمْ سَبْعَ لَيَالٍ وَثَمَانِيَةَ أَيَّامٍ حُسُومًا فَتَرَى الْقَوْمَ فِيهَا صَرْعَى كَأَنَّهُمْ أَعْجَازُ نَخْلٍ خَاوِيَةٍ ۝٧﴾ [الحاقة:7]، وهم بناة محترفين ﴿أَتَبْنُونَ بِكُلِّ رِيعٍ آيَةً تَعْبَثُونَ ۝١٢٨﴾ [الشعراء:128] كانوا يبنون فوق كل تل مبنى مميز (آية) دون أن يعود عليهم بفائدة كبيرة.

## موقعها

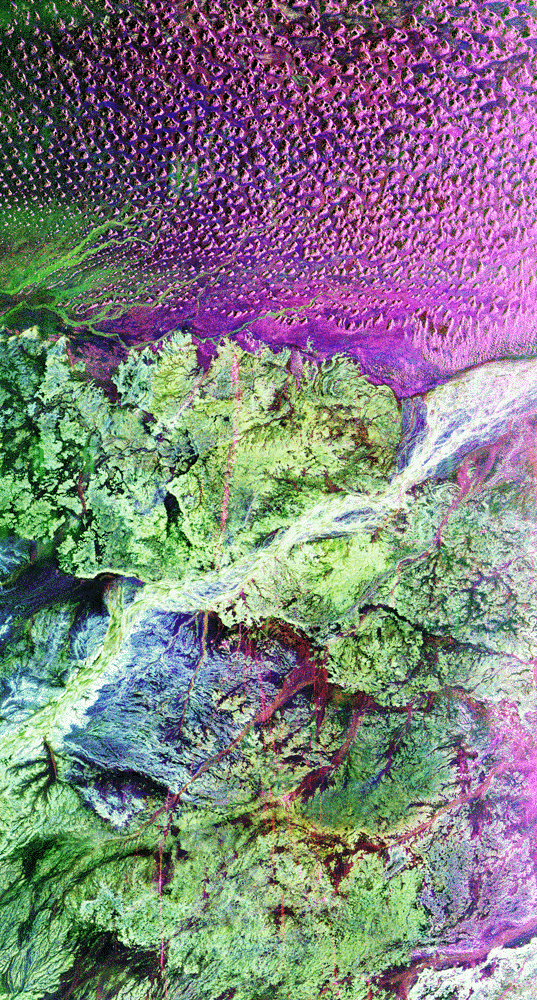
صورة رادارية للمنطقة المحيطة بموقع مدينة وبار المفقودة في جنوب عمان في شبه الجزيرة العربية يعتقد علماء الآثار أن أوبار كانت موجودة منذ حوالي 2800 قبل الميلاد إلى حوالي 300 بعد الميلاد وكانت بؤرة استيطانية نائية في الصحراء حيث تم تجميع القوافل لنقل اللبان عبر الصحراء. تم الحصول على هذه الصورة في المدار 65 من مكوك الفضاء إنديفور في 13 أبريل 1994

تعد مدينة إرم ذات العماد مدينة رفيعة البنيان مفقودة، ويرجح أنها تقع في صحراء الربع الخالي، ولم يصدق الواقع هذه المدينة، حيث قال قوم إنَّ الله خسفها ولم يعد لها وجود، وهذه المدينة مسكن قوم عاد، والعماد هي: عماد بيوت الشعر، ويُقصد بها القبيلة، وقيل إنَّ عماد بيوتها كناية على طول أجسام قوم عاد، حيث قيل في صخر: «رفيع العماد طويل النجاد»، حيث يدل طول الأجسام على قوة أصحابها، وقيل إنَّ شداد بن عاد بنى هذه المدينة في بعض صحاري مدينة عدن.
لم يكتشف موقع هذه المدينة (أو القبيلة) بالتحديد بعد، وهناك خلاف على موقعها بعض الباحثين رجحوا أن تكون في الجيزه بمصر أو دمشق أو الإسكندرية وبعضهم رجح أنه جبل رام بالأردن وهناك من يرجح أنها مدينة أوبار بالقرب من صحراء الربع الخالي في سلطنة عمان إلا أن أبحاثا حديثة عام 2002 فندت هذه التوجه  ولم يثبت أي منها لقلة المعلومات والأدلة عن هذة المدينة التي يكتنفها الغموض.
لكن كل الروايات المأخوذة في الغالب تشير إلى أن «عاد» هو أحد الشّعوب العربيّة البائدة التي سكنت في المنطقة الممتدة ما بين اليمن وعُمان.

## فكرة بناء مدينة إرم ذات العماد
ذكر بعض المفسرين عند تفسير قوله تعالى:﴿أَلَمْ تَرَ كَيْفَ فَعَلَ رَبُّكَ بِعَادٍ ۝٦ إِرَمَ ذَاتِ الْعِمَادِ ۝٧ الَّتِي لَمْ يُخْلَقْ مِثْلُهَا فِي الْبِلَادِ ۝٨﴾ [الفجر:6–8]، أنَّ شداد بن عاد كان ملكاً قوياً وشديد البطش، وعندما سمع بجنة عدن التي وعد الله تعالى بها لعباده المؤمنين عزم على بناء أرض شبيهة لها في الأرض. بنى شداد مدينة إرم ذات العماد، وهي مدينة عظيمة وقوية، حيث كانت قصورها من الذهب والفضة، وأساطينها من الياقوت والزمرد، هذا بالإضافة إلى وجود أنواع عديدة من الأشجار والأنهار الجارية، وبعد الانتهاء من بنائها ذهب إليها بأهل مملكته، ثمَّ بعث الله تعالى عليهم عذاباً فهلكوا كلهم، ولكن شداد ومن معه لم يدخلوا هذه المدينة قبل هلاكهم، وبالتالي صار خبر هذه المدينة، وخبر ملكها من آيات الله تعالى في بلاده وعباده.

## السجلات الآثارية
- تُشير الحوليات الاشورية في عهد سرجون الثاني في القرن الثامن قبل الميلاد إلى: قبائل تقطن في أرض العرب نواحي شمال الحجاز وهم: "Tamudi" "Ibadidi" "Marsimani" "Hajapa"[17]
- ورد في الكتابات «النبطية» التي عثر عليها في خرائب معبد اكتشف بالقرب من جبل رم أن اسم الموضع هو «إرم»، ذلك أن هذا الموضع حافظ على اسمه القديم، غير أنه صار يُعرف أخيرًا ب«رم» بدلا من «إرم»، كما عثر على نقش ثمودي بنفس الموضع يذكر «آل عاد».[18]
- في سنة 1932 قام «هورسفيلد» horsfield من دائرة الآثار في المملكة الأردنية الهاشمية بحفريات في موضع جبل "رم"، ويقع على مسافة "25" ميلا إلى الشرق من العقبة، ويقع المكان الذي بحث فيه عند وادٍ، وعلى مقربة منه «عين ماء»، ووجد في جانب الجبل آثارًا جاهلية قديمة. وقد حملت اكتشافاته هذه واكتشافات «سافينياك» savignac واكتشافات «كليدن» h. w. glidden على القول: إن هذا المكان هو موضع «إرم» الوارد ذكره في القرآن.
- في عام 1978 تم العثور على الواح صلصاليه في إبلا سورية يعود تاريخها إلى منتصف الألفية الثالثة قبل الميلاد، ورد فيها لفظ «إرم»، وفي العام الذي يليه 1979 نشر الأمريكيين حاييم بيرمانت وميخائيل فيتزمان كتابًا بعنوان: (إبلا: فتح في مجال علم الآثار القديمة) تحدثا فيه عن تلك الألواح المكتشفة، وذكرا أن الأسماء الثلاثة التي وردت في السجلات التجارية (الألواح) هي: (شاماتو) و (عاد) و (إرم).[17]

## إرم في الأدب العالمي
ورد ذكر إرم في العديد من القصص العربية القديمة، وفي قصة ألف ليلة وليلة وبعد ترجمة هذه القصة انتقل اسم المدينة المفقودة إلى الأدب الغربي حيث وردت في العديد من القصص لأدباء أوروبيين مثل:
- إحدى روايات الكاتب الأمريكي هوارد فيليبس لافكرافت في قصة (بالإنجليزية: The Nameless City) المدينة التي ليس لها اسم.
- إضافة إلى روايات ل جيمس رولينز، فرانك هربرت، شون مكمولين وغيرهم.
- ظهور المدينة في لعبة أنشارتد 3: دريكز ديسبشن الصادرة على جهاز بلاي ستيشن 3 وكونها نقطة محورية في القصة.

## أسطورة الرمال في التقارير الإعلامية
في بداية عام 1990امتلأت الجرائد العالمية الكبرى بتقارير صحفية تعلن عن: «اكتشاف مدينة عربية خرافية أسطورية مفقودة», «اكتشاف مدينة عربية أسطورية», «أسطورة الرمال (عبار)», والأمر الذي جعل ذلك الاكتشاف مثيراً للاهتمام هو الإشارة إلى تلك المدينة في القرآن الكريم. ومنذ ذلك الحين، فإن العديد من الناس؛ الذين كانوا يعتقدون أن «عاداً» التي روى عنها القرآن الكريم أسطورة وأنه لا يمكن اكتشاف مكانها، لم يستطيعوا إخفاء دهشتهم أمام تلك الاكتشاف فاكتشاف تلك المدينة التي لم تُذكر إلا على ألسنة البدو قد أثار اهتماماً وفضولاً كبيرين. نيكولاس كلاب، عالم الآثار الهاوي، هو الذي اكتشف تلك المدينة الأسطورية التي ذُكرت في القرآن الكريم. ، ولأنه مغرم بكل ما هو عربي مع كونه منتجاً للأفلام الوثائقية الساحرة، فقد عثر على كتاب مثير جداً بينماهو يبحث حول التاريخ العربي، وعنوان ذلك الكتاب «أرابيا فيليكس» لمؤلفه «بيرترام توماس» الباحث الإنجليزي الذي ألفه عام 1932، و«أرابيا فيليكس» هو الاسم الروماني للجزء الجنوبي من شبه الجزيرة العربية والتي تضم اليمن والجزء الأكبر من عمان. أطلق اليونان على تلك المنطقة اسم «العرب السعيد»، وأطلق عليها علماء العرب في العصور الوسطى اسم «اليمن السعيدة»، وسبب تلك التسميات أن السكان القدامى لتلك المنطقة كانوا أكثر من في عصرهم حظاً. والسبب في ذلك يرجع إلى موقعهم الاستراتيجي من ناحية؛ حيث أنهم اعتُبروا وسطاء في تجارة التوابل بين بلاد الهند وبلاد شمال شبه الجزيرة العربية، ومن ناحية أخرى فإن سكان تلك المنطقة اشتهروا بإنتاج «اللبان» وهو مادة صمغية عطرية تُستخرَج من نوع نادر من الأشجار. وكان ذلك النبات لا يقل قيمة عن الذهب حيث كانت المجتمعات القديمة تُقبل عليه كثيراً. وأسهب الباحث الإنجليزي «توماس» في وصف تلك القبائل «السعيدة الحظ»، ورغم أنه اكتشف آثارًا لمدينة قديمة أسستها واحدة من تلك القبائل وكانت تلك المدينة هي التي يطلق عليها البدو اسم «عُبار», وفي إحدى رحلاته إلى تلك المنطقة، أراه سكان المنطقة من البدو آثاراً شديدة القدم وقالوا إن تلك الآثار تؤدى إلى مدينة «عُبار» القديمة. ولكن «توماس» الذي أبدى اهتماماً شديداً بالموضوع، توُفِى قبل أن يتمكن من إكمال بحثه. وبعد أن راجع «كلاب» ما كتبه الباحث الإنجليزي، اقتنع بوجود تلك المدينة المفقودة التي وصفها الكتاب ودون أن يضيع المزيد من الوقت بدأ بحثه.. استخدم «كلاب» طريقتين لإثبات وجود مدينة «عُبار»: أولاً: أنه عندما وجد أن الآثار التي ذكرها البدو موجودة بالفعل، قدم طلب للالتحاق بوكالة ناسا الفضائية ليتمكن من الحصول على صور لتلك المنطقة بالقمر الصناعي، وبعد عناء طويل، نجح في إقناع السلطات بأن يلتقط صوراً للمنطقة.. ثانياً: قام «كلاب» بدراسة المخطوطات والخرائط القديمة بمكتبة «هانتينجتون» بولاية كاليفورنيا بهدف الحصول على خريطة للمنطقة. وبعد فترة قصيرة من البحث وجد واحدة، وكانت خريطة رسمها «بطليموس» عام 200 ميلادية، وهو عالم جغرافي يوناني مصري. وتوضح الخريطة مكان مدينة قديمة اكتُشفت بالمنطقة والطرق التي تؤدى إلى تلك المدينة. وفي الوقت نفسه، تلقى أخباراً بالتقاط وكالة ناسا الفضائية للصور التي جعلت بعض آثار القوافل مرئية بعد أن كان من الصعب تمييزها بالعين المجردة وإنما فقط رؤيتها ككل من السماء. وبمقارنة تلك الصور بالخريطة القديمة التي حصل عليها، توصل «كلاب» أخيراً إلى النتيجة التي كان يبحث عنها؛ ألا وهي أن الآثار الموجودة في الخريطة القديمة تتطابق مع تلك الموجودة في الصور التي التقطها القمر الصناعي. وكان المقصد النهائي لتلك القبائل موقعاً شاسعاً يُفهم أنه كان في وقت من الأوقات مدينة. وأخيراً، تم اكتشاف مكان المدينة الأسطورية التي ظلت طويلاً موضوعاً للقصص التي تناقلتها ألسن البدو. وبعد فترة وجيزة، بدأت عمليات الحفر، وبدأت الرمال تكشف عن آثار المدينة القديمة، ولذلك وُصفت المدينة القديمة بأنها (أسطورة الرمال «عبار»). ولكن ما الدليل على أن تلك المدينة هي مدينة قوم «عاد» التي ذُكرت في القرآن الكريم؟ منذ اللحظة التي بدأت فيها بقايا المدينة في الظهور، كان من الواضح أن تلك المدينة المحطمة تنتمي لقوم «عاد» ولعماد مدينة «إرَم» التي ذُكرت في القرآن الكريم؛ حيث أن الأعمدة الضخمة التي أشار إليها القرآن بوجه خاص كانت من ضمن الأبنية التي كشفت عنها الرمال. قال د. زارينزوهو أحد أعضاء فريق البحث وقائد عملية الحفر، إنه بما أن الأعمدة الضخمة تُعد من العلامات المميزة لمدينة «عُبار», وحيث أن مدينة «إرَم» وُصفت في القرآن بأنها ذات العماد أي الأعمدة الضخمة، فإن ذلك يعد خير دليل على أن المدينة التي اكتُشفت هي مدينة «إرَم» التي ذكرت في القرآن الكريم ولقد كشفت السجلات التاريخية أن هذه المنطقة تعرضت إلى تغيرات مناخية حولتها إلى صحارى، والتي كَانتْ قبل ذلك أراضي خصبة مُنْتِجةَ فقد كانت مساحات واسعة مِنْ المنطقةِ مغطاة بالخضرة كما أُخبر القرآنِ، قبل ألف أربعمائة سنة. ولقد كَشفَت صور الأقمار الصناعية التي ألتقطها أحد الأقمار الصناعية التابعة لوكالة الفضاء الأمريكية ناسا عام 1990 عن نظام واسع مِن القنواتِ والسدودِ القديمةِ التي استعملت في الرَيِّ في منطقة قوم عاد والتي يقدر أنها كانت قادرة على توفير المياه إلى 200.000 شخصَ. كما تم تصوير مجرى لنهرين جافّين قرب مساكن قوم عاد. أحد الباحثين الذي أجرى أبحاثه في تلك المنطقة قال: «لقد كانت المناطق التي حول مدنية مأرب خصبة جداً ويعتقد أن المناطق الممتدة بين مأرب وحضرموت كانت كلها مزروعة». كما وَصفَ الكاتب القديم اليوناني Pliny هذه المنطقة أنها كانت ذات أراضي خصبة جداً وكانت جبالها تكسوها الغابات الخضراء وكانت الأنهار تجري من تحتها. ولقد وجدت بعض النقوشِ في بَعْض المعابدِ القديمةِ قريباً من حضرموت، تصور بعض الحيوانات مثل الأسود التي لا تعيش في المناطق الصحراوية وهذا يدل دلالة قاطعة على أن المنطقة كانت جنات وأنها مصداقاً لقوله تعالى: ﴿وَاتَّقُوا الَّذِي أَمَدَّكُمْ بِمَا تَعْلَمُونَ ۝١٣٢ أَمَدَّكُمْ بِأَنْعَامٍ وَبَنِينَ ۝١٣٣ وَجَنَّاتٍ وَعُيُونٍ ۝١٣٤ إِنِّي أَخَافُ عَلَيْكُمْ عَذَابَ يَوْمٍ عَظِيمٍ ۝١٣٥ قَالُوا سَوَاءٌ عَلَيْنَا أَوَعَظْتَ أَمْ لَمْ تَكُنْ مِنَ الْوَاعِظِينَ ۝١٣٦ إِنْ هَذَا إِلَّا خُلُقُ الْأَوَّلِينَ ۝١٣٧ وَمَا نَحْنُ بِمُعَذَّبِينَ ۝١٣٨ فَكَذَّبُوهُ فَأَهْلَكْنَاهُمْ إِنَّ فِي ذَلِكَ لَآيَةً وَمَا كَانَ أَكْثَرُهُمْ مُؤْمِنِينَ ۝١٣٩ وَإِنَّ رَبَّكَ لَهُوَ الْعَزِيزُ الرَّحِيمُ ۝١٤٠﴾ [الشعراء:132–140]. أما سبب اندثار حضارة عاد فقط فسرته مجلة A m'interesse الفرنسية التي ذكرت أن مدينة إرم أو «عُبار» قد تعرضت إلى عاصفة رملية عنيفة أدت إلى غمر المدينة بطبقات من الرمال وصلت سماكتها إلى حوالي 12 متر، كما يُعتقد أن إرم ذات العماد مدفونة في موقع أعمدة الرجاجيل.